# Carl Gustav Jablonsky
Pour les articles homonymes, voir Jablonsky.
Carl Gustav Jablonsky est un naturaliste et  artiste allemand, né en 1756 et mort le 25 mai 1787.

## Biographie
Il est le secrétaire privé d'Élisabeth-Christine de Brunswick-Wolfenbüttel-Bevern (1715-1797), reine de Prusse. Il fait paraître avec Johann Friedrich Wilhelm Herbst (1743-1807) Natursystem aller bekannten in- und ausländischen Insecten, als eine Fortsetzung der von Büffonschen Naturgeschichte. Nach dem System des Ritters Carl von Linné bearbeitet: Käfer, qui est l’une des premières recherches entièrement consacrée aux coléoptères.